# سفارة تركيا في رومانيا
سفارة تركيا في رومانيا هي أرفع تمثيل دبلوماسي لدولة تركيا لدى رومانيا. تقع السفارة في بوخارست وهي تهدف لتعزيز المصالح التركية في رومانيا.

## وصلات خارجية
- قائمة سفارات تركيا
- قائمة السفارات في رومانيا